# Tellancourt
Tellancourt é uma comuna francesa na região administrativa de Grande Leste, no departamento de Meurthe-et-Moselle. Estende-se por uma área de 3,76 km². Em 2010 a comuna tinha 595 habitantes (densidade: 158,2 hab./km²).